# Кріс Бартлі
Кріс Бартлі  (англ. Chris Bartley; нар. 2 лютого 1984) — британський веслувальник, олімпійський медаліст.

## Виступи на Олімпіадах
| Олімпіада   | Дисципліна                              | Місце |
| ----------- | --------------------------------------- | ----- |
| Лондон 2012 | легка четвірка розстібна без стернового | 2     |

## Зовнішні посилання
- Досьє на sport.references.com [Архівовано 24 вересня 2015 у Wayback Machine.] (англ.)